# 塔蒂托科柳山
17°18′29″S 69°12′52″W / 17.30806°S 69.21444°W
塔蒂托科柳山（Tatitu Qullu），是玻利維亞的山峰，位於該國西部拉巴斯省的何塞馬努埃爾潘多省和帕卡赫斯省，處於塞爾克火山東北面，屬於安第斯山脈的一部分，海拔高度4,528米。